# Распуст у диму
Распуст у диму (фр. Vacances dans la brume) је трећа епизода прве сезоне серије Код Лиоко.

## Опис
На Кадик академији је ноћ. Улрик и Џереми праве графитни цртеж на једној од зграда. У међувремену, Киви улази у Џимову собу и буди га. Он крене да га јури и Од тихо честита Кивију. Џим га јури кроз двориште и Улрик брзо одлази, при чему овај види какав је то графит: графит је представљао дудл у виду Џима са великим зечијим ушима, очито увреда.
Следећег дана, Јуми, Од и Улрик су чекали ван директорове канцеларије где је директор разговарао са Џеремијем, разочаран његовим понашањем. Џереми је кажњен целих недељу дана распуста, што је и желео како би могао да држи Ксену на оку. Ипак, Сиси и њена група у близини збуњени су чим Џереми изгледа као да је хтео да буде кажњен, и зато вара свог оца под образложењем да мора да „учи“.
У парку, Улрик се жали да треба да учи математику недељу дана распуста, док Од и Јуми иду са својим породицама. Јуми је забринута да ли Џереми може да издржи Ксену сам, али уверава је да ће бити у реду и да тако још може да ради на Аелитином програму за материјализацију. Потом се појављује Сиси и каже да он неће бити сам јер она остаје. Одједном се појављује Џим и бесно наређује Џеремију да обрише графит. Сиси се смеје, али престане када јој Џим каже да га је њен отац питао да надзире њено учење. Улрик коментарише да његово учење не звучи тако лоше кад схвати шта њих двоје раде.
Касније Џереми брише графит, Џим се опушта, а Сиси ради математику. Понудила је Џеремију помоћ док Џим на тренутак није ту, питајући га да ли је графит направио сам или му је помогао „пријатељ Ксена“, за кога је чула раније. У међувремену, Ксена обара неколико буради у школској згради док Џим иде по сунђер и четку за Сиси. Из буради је излетео густ, љубичаст облак. Сиси и даље жели да зна, мислећи да је Ксена Џеремијева девојка. Џереми лаже да је Ксена рок-група и да Сиси није чула за то од свег „ђубрета“ које слуша. Џереми Сиси даје сунђер и одмара се, наређујући јој као Џим. Он стиже и није срећан.
Te ноћи, Сиси се Херву жали преко телефона да јој је мука од ових силних послова. Ипак, одлучна је да ће остати будна за сваки случај у вези са Џеремијем. Он разговара са Аелитом и одлучује да иде у фабрику да ради на програму. Он излази из своје собе, али наилази на Ксенин гас. Замало се угушио и успео је да блокира гас иза врата. Покушавајући да удахне, Џим долази и каже му да не треба да смисли изговор. Не верује му, налази само неред иза врата. Џим враћа Џеремија у собу. Јавља се Аелити, која је осетила пулсације.
Следећег јутра, гас лута вентилационим системима. Џереми је стигао до фабрике и сазнаје да је гас отрован и да може да доведе до смрти услед дуже инхалације. Џим схвата да Џеремија нема док се Сиси буди; соба јој је пуна Ксениног гаса. Вришти и бежи, Џим коначно види гас и бежи са њом. Џереми лоцира торањ у шумском сектору, али је Аелити потребна помоћ. Од и Јуми стижу и бивају виртуелизовани у Лиоко.
Доступан је и Улрик. Он иде до академије, спречавајући себе да удахне гас. У остави, Сиси каже Џиму да је остала само надајући се да ће сазнати шта скривају Лиоко ратници. Понестаје им ваздуха. Јуми је девиртуелизована у Лиоку, док Од и Аелита стижу до торња. Улрик стиже до оставе и увлаче га. У Лиоку, Од се бори са канкрелатом и Аелита улази у торањ преко дрвених платформи. Торањ је деактивиран баш када су сви у остави изгубили свест. Џереми стартује повратак у прошлост.
Џереми и Улрик опет праве графите. Сада Џереми каже да жели да остане докле год је Аелита виртуелна. Сада графит представља Џимов лик, представљен као краљ. Улрик није отишао, желећи да и он буде кажњен.

## Емитовање
Епизода је премијерно емитована 17. септембра 2003. у Француској. У Сједињеним Америчким Државама је емитована 21. априла 2004.